# Xã Grand Rapids, Quận Wood, Ohio
Xã Grand Rapids (tiếng Anh: Grand Rapids Township) là một xã thuộc quận Wood, tiểu bang Ohio, Hoa Kỳ. Năm 2010, dân số của xã này là 1.607 người.